# Zec de Saint-Romain
Pour les articles homonymes, voir Romain et Saint-Romain.
La Zec de Saint-Romain est une "zone d'exploitation contrôlée" (zec) située dans la municipalité de Saint-Romain (Québec), dans la municipalité régionale de comté (MRC) Le Granit, dans la région administrative de l'Estrie, au Québec, au Canada.
La zec a été constituée en 2002 à la suite d'un consensus régional en vue de la mise en place d'un territoire faunique structuré destiné à protéger des populations de cerfs de Virginie de la zone. Parmi 63 zec, elle est la plus récente zec à être constituée au Québec et la deuxième plus petite zec en superficie (en excluant les zec de rivière).

## Géographie
Cette zec est située en Estrie, aux confins de la région administrative de la Beauce (Québec). Couvrant 2000 hectares de forêt, le territoire de la zec se situe sur les terres publiques de la municipalité de Saint-Romain (Québec) soit au sud village, à l'ouest du village de Stornoway (Québec), au nord de Nantes (Québec) et à l'ouest de Saint-Samuel-Station. Cette zec est située au sud-est du Parc national de Frontenac. Plus précisément, la route 108 constitue la limite nord, sur le circuit de la route des Sommets. La rivière Felton est la limite l'ouest; Nantes la limite sud et la municipalité de Sainte-Cécile-de-Whitton, la limite Est.
Le poste d'accueil Saint-Romain est située sur la route 108 - Téléphone: 418-486-7090.

## Chasse et pêche
La rivière Felton constitue l'unique plan d'eau de la zec. Les amateurs de pêche sportive peuvent y taquiner l'omble de fontaine, la truite brune et la ouananiche. La zec offre des forfaits de pêche saisonnier ou journalier. Un parcours de pêche aménagé par la zec comprend:
■ 8 fosses aménagées par des travaux d'amélioration de l'habitat (seuils et déflecteurs de courant);
■ 3 stationnements, comportant des toilettes sèches;
■ 5 aires de repos le long de la rivière avec des tables de pique-nique.
Sur le territoire de la zec, la chasse est contingentée selon les périodes de l'année, le type d'engin de chasse et le sexe des bêtes (originaux): orignal, cerf de Virginie, ours noir, lièvre et gélinotte.

## Principaux attraits
Les amateurs de plein air peuvent faire la randonnée pédestre ou la randonnée à vélo hybride, en faisant l'observation du paysage, de la faune et de la flore. En saison estivale, beaucoup d'utilisateur de la zec font la cueillette de petits fruits sauvages: fraises, framboises, bleuets...
En raison de sa localisation dans la région de la réserve de ciel étoilée (au nord du Mont Mégantic), le territoire étant exempt de filtres lumineux, plusieurs adeptes font de l'observation nocturne du ciel.
Plusieurs lacs à vocation récréotouristique se situent à proximité de la zec notamment: Saint-François, Mégantic, Aylmer, Elgin et Drolet. En sus, le parc national de Frontenac offre diverses attractions et services dans une nature sauvage.
La zec offre des services d'hébergement à quatre camps rustiques: Le Romain, Normand, Felton et Réjean. Ces chalets sont meublés, équipés et munis d'un poêle à bois. En sus, la zec offre une douzaine d'emplacement pour le camping sauvage.

## Toponymie
Le toponyme "zec de Saint-Romain" dérive du nom de la municipalité. Ce toponyme a été officialisé le 11 juin 2002 à la Banque des noms de lieux de la Commission de toponymie du Québec.